# Challenge des Bains 2017
Das Unihockey-Turnier Challenge des Bains 2017 wird am 26. und 27. August im schweizerischen Yverdon-les-Bains im Centre sportif des Isles ausgetragen.

## Modus
Die Challenge des Bains 2017 wird in zwei Gruppen zu jeweils drei Mannschaften gespielt. Innerhalb der Gruppe spielten alle Mannschaften gegeneinander. Der Gruppensieger und das zweitplatzierte Team qualifizierten sich für den Halbfinal. Die Sieger der beiden Halbfinals trafen im Final aufeinander. Die Verlierer trafen im Platzierungsspiel um den dritten Platz aufeinander. Das Spiel um den fünften Platz wird mit einem Hin- und Rückspiel ausgetragen.

## Hauptrunde

### Gruppe A

#### Partien
| Match | Mannschaft 1                            | Mannschaft 2                            | Resultat | Drittel |
| ----- | --------------------------------------- | --------------------------------------- | -------- | ------- |
| M1    | FSG Corcelles-Cormondrèche              | UHT Eggiwil                             |          |         |
| M3    | UHC Pfannenstiel Egg-Maur-Oetwil am See | FSG Corcelles-Cormondrèche              |          |         |
| M6    | UHT Eggiwil                             | UHC Pfannenstiel Egg-Maur-Oetwil am See |          |         |

#### Klassement
| Rang | Mannschaft | Spiele | Siege | Unentschieden | Niederlagen | Tore | Punkte |                                |
| ---- | ---------- | ------ | ----- | ------------- | ----------- | ---- | ------ | ------------------------------ |
| 1.   |            |        |       |               |             |      |        | qualifiziert für Halbfinal M10 |
| 2.   |            |        |       |               |             |      |        | qualifiziert für Halbfinal M11 |
| 3.   |            |        |       |               |             |      |        |                                |

### Gruppe B

#### Partien
| Match | Mannschaft 1               | Mannschaft 2               | Resultat | Drittel |
| ----- | -------------------------- | -------------------------- | -------- | ------- |
| M2    | UHC Thun (U21)             | Regazzi Verbano UH Gordola |          |         |
| M5    | UHC Zuger Highlands        | UHC Thun (U21)             |          |         |
| M7    | Regazzi Verbano UH Gordola | UHC Zuger Highlands        |          |         |

#### Klassement
| Rang | Mannschaft | Spiele | Siege | Unentschieden | Niederlagen | Tore | Punkte |                                |
| ---- | ---------- | ------ | ----- | ------------- | ----------- | ---- | ------ | ------------------------------ |
| 1.   |            |        |       |               |             |      |        | qualifiziert für Halbfinal M10 |
| 2.   |            |        |       |               |             |      |        | qualifiziert für Halbfinal M11 |
| 3.   |            |        |       |               |             |      |        |                                |

## Finalspiel

### Halbfinal
| Match | Mannschaft 1 | Mannschaft 2 | Resultat | Drittel |
| ----- | ------------ | ------------ | -------- | ------- |
| M10   |              |              |          |         |
| M11   |              |              |          |         |

### Final
| Match               | Mannschaft 1 | Mannschaft 2 | Resultat | Drittel |
| ------------------- | ------------ | ------------ | -------- | ------- |
| Spiel um Rang 5 / 6 |              |              |          |         |
| - Rückspiel         |              |              |          |         |
| Spiel um Rang 3 / 4 |              |              |          |         |
| Final               |              |              |          |         |

## Abschlussklassement
| Rang | Mannschaft |
| ---- | ---------- |
| 1.   |            |
| 2.   |            |
| 3.   |            |
| 4.   |            |
| 5.   |            |
| 6.   |            |